# Television Screen Magazine
Television Screen Magazine era un programa de televisión estadounidense, emitido por la cadena NBC entre 1946 y 1949. Poseía un formato de magazine, con diversos temas e invitados. De acuerdo a algunas fuentes, debido a que el programa se emitió en los albores de la televisión norteamericana, varias personalidades se ofrecieron para aparecer en el programa.

## Estado de los episodios
Se desconoce si existen grabaciones de algunos episodios de este programa, a pesar de que está claro que ninguno de los episodios de 1946 está grabado, dado que la NBC no comenzó a grabar sus programas en kinescopios hasta 1947, y en esa fecha eran pocos los programas registrados en dicho formato.